# Doutor Ricardo

Municipio Brasilero del estado de Rio Grande do Sul

Doutor Ricardo es un municipio brasileño del estado de Rio Grande do Sul.
Se encuentra ubicado a una latitud de 29º05'09" Sur y una longitud de 51º59'30" Oeste, estando a una altitud de 499 metros sobre el nivel del mar. Su población estimada para el año 2004 era de 2.164 habitantes.
Ocupa una superficie de 108,434 km².
- Datos: Q1758892
- Multimedia: Doutor Ricardo / Q1758892